# Verderio
Verderio är en ort och kommun i provinsen Lecco i regionen Lombardiet i Italien. Kommunen hade 5 619 invånare (2018).
Kommunen Verderio bildades den 4 februari 2014 genom en sammanslagning av de tidigare kommunerna Verderio Inferiore och Verderio Superiore.